# Live in Łowicz
Live in Łowicz – koncertowy album muzyczny grupy Stare Dobre Małżeństwo nagrany podczas występu, który odbył się 22 marca 1992 w Łowiczu. 
Live in Łowicz ukazało się najpierw jako kaseta magnetofonowa wydana przez łódzką firmę Dalmafon (05).
Dwa utwory z tego wydawnictwa: „Blues dla Małej” i „Przechyla się ku jesieni ziemia” to nagrania studyjne. Zostały zarejestrowane w styczniu 1992 w Warszawie. Autorem muzyki wszystkich piosenek jest Krzysztof Myszkowski.
Reedycja albumu na CD wydanym przez Pomaton EMI nie zawiera dodanych wcześniej nagrań studyjnych (krążek zawiera 15 utworów; numeracja wytłoczona na egzemplarzach tego albumu przez wytwórcę lokuje jego produkcję na lata 2010-2011). 

## Muzycy
- Wojciech Czemplik – skrzypce, śpiew
- Krzysztof Myszkowski – śpiew, gitara, harmonijka ustna
- Roman Ziobro – gitara basowa
- Ryszard Żarowski – gitara, śpiew

## Lista utworów
| #        | Tytuł                                             | Autorzy słów    | Czas |
| -------- | ------------------------------------------------- | --------------- | ---- |
| Strona A |                                                   |                 |      |
| 1.       | Jak                                               | Edward Stachura | 3:36 |
| 2.       | Ballada z gór                                     | Józef Baran     | 2:32 |
| 3.       | Wojtka Bellona ostatnia ziemska podróż do Włodawy | Adam Ziemianin  | 2:28 |
| 4.       | Obudź się                                         | Adam Ziemianin  | 2:31 |
| 5.       | Ballada majowa                                    | Józef Baran     | 2:09 |
| 6.       | Czarny blues o czwartej nad ranem                 | Adam Ziemianin  | 3:34 |
| 7.       | Czasem nagle smutniejesz                          | Adam Ziemianin  | 3:20 |
| 8.       | Blues dla Małej                                   | Adam Ziemianin  |      |
| 9.       | Przechyla się ku jesieni ziemia                   | Józef Baran     |      |
| Strona B |                                                   |                 |      |
| 10.      | Jest już za późno, nie jest za późno              | Edward Stachura | 3:26 |
| 11.      | Opadły mgły, wstaje nowy dzień                    | Edward Stachura | 3:54 |
| 12.      | Piosenka dla robotnika porannej zmiany            | Edward Stachura | 2:22 |
| 13.      | Pożegnanie                                        | Piotr Bakal     | 3:54 |
| 14.      | Nie brookliński most                              | Edward Stachura | 4:02 |
| 15.      | Komunia                                           | Edward Stachura | 2:12 |
| 16.      | Błogo bardzo sławił będę ten dzień                | Edward Stachura | 2:18 |
| 17.      | Z nim będziesz szczęśliwsza                       | Edward Stachura | 4:45 |

## Informacje uzupełniające
- Realizacja nagrań koncertowych – Wojciech Gołosz
- Organizacja koncertu – Marek Sztandera Agencja Artystyczna EMES
- Realizacja nagrań studyjnych – Włodzimierz Kowalczyk
- Grafika – Anna „Maja” Walczakiewicz-Jewko
- Projekt graficzny okładki (CD) – Krzysztof Koszewski
- Remastering (CD) – Grzegorz Piwkowski